# Aradus patibulus
Aradus patibulus är en insektsart som beskrevs av Van Duzee 1927. Aradus patibulus ingår i släktet Aradus och familjen barkskinnbaggar. Inga underarter finns listade i Catalogue of Life.